# Tipi

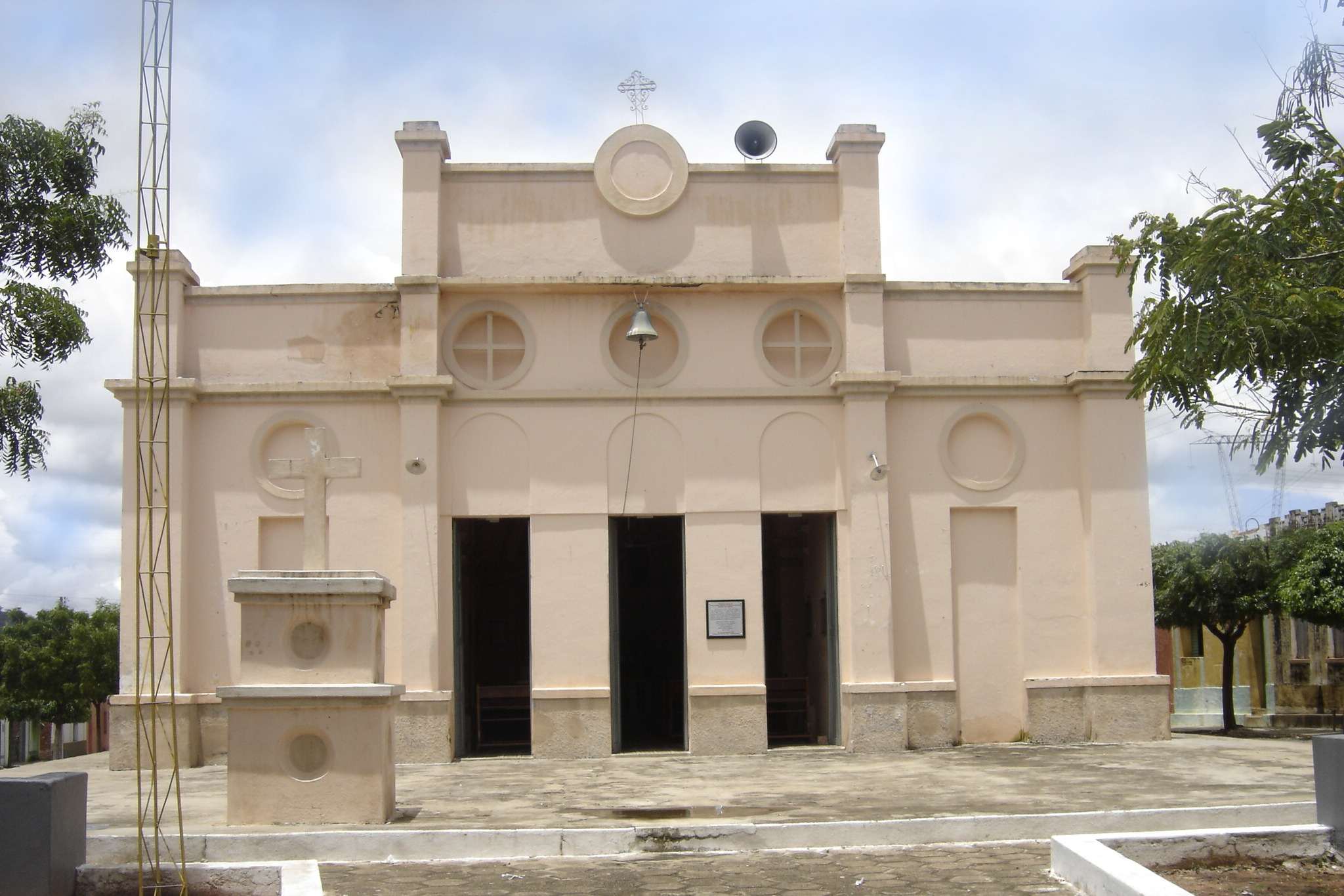
Vila Tipi (Ruinha)

Tipi é distrito da cidade de Aurora, no estado brasileiro do Ceará. Inicialmente, dividia-se em Tipi de Cima, que é uma área tida como rural, e Tipi (Ruinha), onde fica localizada atualmente a sede do distrito., que é uma espécie de vilarejo. Com o limiar da história, o distrito, foi se sub-dividindo, dando origem a uma nova localidade chamada Tipi do Meio, ou comumente conhecida como Franklândia.
Em Tipi de Cima destacam-se uma capela, que foi edificada em homenagem à Irmã Rosa Dália, e cuja padroeiria é Santa Rosa de Lima, e um posto de saúde que foi construído no ano de 2006. Como também, encontra-se na mesma localidade a escola Centro Educacional Rural ou simplesmente CERU. Suas atividades de lazer se restringem basicamente aos banhos de açude e passeios a cavalo e longas conversas nos alpendres de uma vizinhança acolhedora e sempre receptiva.

A localidade de Tipi do Meio (Franklândia) compõe-se de um pequeno aglomerado de residências circundantes a uma capela, que serve como ponto de organização de reuniões dos habitantes.

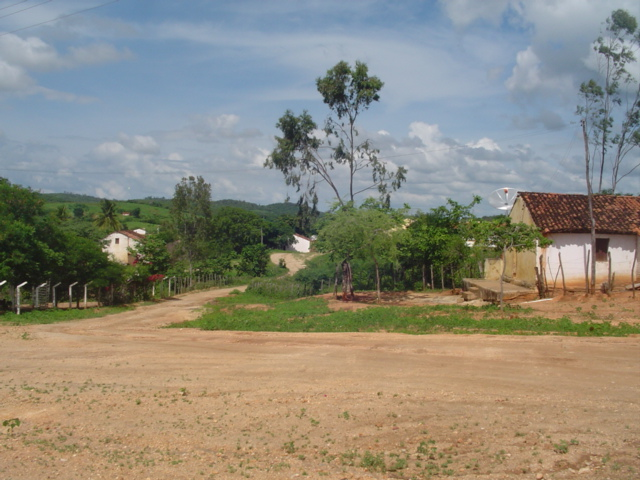
Tipi de Cima

No Tipi (Ruinha) a população tem acesso a melhores condições urbanas, como as feiras livres semanais, bem como, a alguns comércios bem mais organizados, tendo como ponto de lazer, o clube Associação Beneficente do Tipi (ABT) e a quadra poliesportiva, construída no ano de 2006 no pleito do prefeito Dr. Carlos Macêdo.
No ano de 2007, foi inaugurado também o Espaço Cultural JOSÉ JOÃO MAGALHÃES, iniciativa da professora Ana Magalhães, que criou naquela localidade uma biblioteca pública de iniciativa privada sem fins lucrativos, com um acervo bibliográfico considerável, com obras consagradas da literatura brasileira, como também, acesso a internet e vários projetos culturais, tais como, rodas de leitura, contação de histórias.